# Sonja Kirsinger
Sonja Kirsinger (* 20. Jahrhundert) ist eine ehemalige deutsche Fußballspielerin.

## Karriere
Kirsinger gehörte dem FC Bayern München als Stürmerin an. Während ihrer Vereinszugehörigkeit erreichte sie mit ihrer Mannschaft 1979 das Endspiel um die Deutsche Meisterschaft.
In dem Jahr, in dem die Meisterschaft zum letzten Mal in Hin- und Rückspiel ausgetragen wurde, kam sie – nachdem das Hinspiel am 17. Juni im Städtischen Stadion an der Grünwalder Straße gegen die SSG 09 Bergisch Gladbach mit 2:3 verloren wurde – am 24. Juni im Rückspiel zum Einsatz.
In dem im Stadion An der Paffrather Straße ausgetragenen Spiel, das durch das von Doris Kresimon in der 24. Minute erzielte und einzige Tor zum 1:0-Sieg bereits früh entschieden wurde, spielte sie bis zur 55. Minute, bevor sie für Doris Niederlöhner ausgewechselt wurde.

## Erfolge
- Zweiter der Deutschen Meisterschaft 1979